# Karl Franz Klinke
Karl Franz Klinke (* 11. September 1897 in Breslau; † 19. März 1972 in Düsseldorf) war ein deutscher Kinderarzt und Professor für Medizin. Er war Direktor der Kinderklinik der Medizinischen Akademie Düsseldorf. Im Jahr 1956 wurde er zum Mitglied der Leopoldina gewählt.

## Biografie
Klinke war im Ersten Weltkrieg hoch dekorierter Offizier. Er studierte dann Medizin, machte 1922 sein Staatsexamen an der Universität Breslau und promovierte zum Dr. med. Ab 1922 war er als Assistent bei Karl Stolte an der Universitäts-Kinderklinik Breslau und von 1926 bis 1928 als Rockefeller-Fellow am physiologisch-chemischen Institut bei Karl Spiro in Basel tätig. Er habilitierte in Breslau 1927 über Fragen der Calciumforschung.
Klinke schied aus politischen Gründen 1933 aus dem Universitätsdienst aus und arbeitete als niedergelassener Kinderarzt in Breslau. Im Zweiten Weltkrieg wurde er erneut zum Kriegsdienst verpflichtet und führte eine Studentenkompanie, kam dann aber wieder als Dozent nach Breslau zurück. Zum 1. April 1944 wurde er auf den Lehrstuhl für Kinderheilkunde an der Universität Rostock berufen. Das Ordinariat hatte er bis 1947 inne; von 1947 bis 1951 war er Direktor der Kinderklinik der Charité in Berlin. Ab 1951 war er als Professor für Kinderheilkunde an der damaligen Medizinischen Akademie in Düsseldorf tätig. In Rostock folgte ihm 1948 als Ordinarius Karl Stolte.

## Werke
- Der Mineralstoffwechsel: Psychologie u. Pathologie. Deuticke, Leipzig, Wien 1931.
- Ernährungsstörungen im Kindesalter. Urban & Schwarzenberg, Berlin, Wien 1934.
- Diagnose und Klinik der angeborenen Herzfehler. Thieme, Leipzig 1950.